# Disasterpeace
Disasterpeace, pseudonimo di Richard Vreeland (New York, 29 giugno 1986), è un musicista e compositore statunitense.

## Biografia
Vreeland è nato e cresciuto a Staten Island, un borough di New York. Da bambino è stato istruito alla musica da suo patrigno, un musicista e direttore musicale nella chiesa locale.
Alla scuola superiore ha imparato a suonare la chitarra, e all'età di circa diciassette anni ha iniziato a comporre musica.

### Carriera
Tra il 2004 e il 2011 Disasterpeace ha pubblicato vari album di musica elettronica da lui composta. A partire dal 2008 si è dedicato a comporre colonne sonore per numerosi videogiochi, tra cui Shoot Many Robots (2012), Fez (2012), Bit.Trip Presents... Runner2: Future Legend of Rhythm Alien (2013), Mini Metro (2015) e Hyper Light Drifter (2016).
Oltre ai videogiochi, ha realizzato anche la colonna sonora di alcuni cortometraggi: Somewhere (2013) e Loop Ring Chop Drink (2015). Nel 2014 è stato incaricato dal regista David Robert Mitchell, estimatore del lavoro di Disasterpeace per il videogioco Fez, di realizzare la colonna sonora del suo film It Follows.

## Discografia

### Album
- 2004 – History of the Vreeland (autoprodotto)
- 2005 – The Chronicles Of Jammage The Jam Mage (autoprodotto)
- 2006 – Atebite And The Warring Nations
- 2007 – Neutralite
- 2008 – Level
- 2010 – Astral Puzzle Meltdown (autoprodotto)
- 2011 – Deorbit (b-side, autoprodotto)
- 2011 – Rise Of The Obsidian Interstellar

### Colonne sonore
- 2008 – Woosh (videogioco)
- 2008 – Rescue: The Beagles (videogioco)
- 2009 – High Strangeness (videogioco)
- 2009 – Waker (videogioco)
- 2011 – 360° Sharks (videogioco)
- 2011 – ZONR (videogioco)
- 2012 – Shoot Many Robots (videogioco)
- 2012 – Fez (videogioco)
- 2013 – Bit.Trip Presents... Runner2: Future Legend of Rhythm Alien (videogioco)
- 2013 – January (videogioco)
- 2013 – Famaze (videogioco)
- 2013 – Apoc Wars (videogioco)
- 2013 – Somewhere (cortometraggio)
- 2014 – The Floor Is Jelly (videogioco)
- 2014 – Canon Brawl (videogioco)
- 2014 – Monsters Ate My Birthday Cake (videogioco)
- 2015 – It Follows (film)
- 2015 – Loop Ring Chop Drink (cortometraggio)
- 2015 – Gunhouse (videogioco)
- 2015 – Mini Metro (videogioco)
- 2016 – Hyper Light Drifter (videogioco)
- 2018 Under the Silver Lake, regia di David Robert Mitchell
- 2019 Triple Frontier, regia di J. C. Chandor